# Encomia
Encomia o encomium és una paraula llatina que deriva del grec antic enkomion (ἐγκώμιον ), que significa "l'elogi d'una persona o cosa". Un altre equivalent llatí és laudatio, un discurs d'elogi a algú o alguna cosa.
Originalment, era la cançó cantada pel cor al κῶμος, o processó festiva, celebrat als grans jocs nacionals en honor del vencedor, ja sigui el dia de la seva victòria o en el seu aniversari. La paraula va venir després per a designar qualsevol cançó escrita en celebració de persones distingides, i en temps posteriors qualsevol panegíric parlat o escrit.
Encomium també es refereix a diversos aspectes diferents de la retòrica :
- Una categoria general d'oratòria
- Un mètode dins de la pedagogia retòrica
- Una figura retòrica que lloa una persona o una cosa, però que es produeix a una escala més petita que un discurs sencer
- El vuitè exercici de la sèrie progymnasmata
- Un gènere literari que incloïa cinc elements: pròleg, naixement i educació, actes de la vida de la persona, comparacions utilitzades per lloar el tema i epíleg.

- El basilikos logos (encomium imperial), un gènere formal a l'Imperi Romà d'Orient

## Exemples
- El famós Encomium d'Helena de Gòrgias ofereix diverses justificacions per excusar l'adulteri d'Helena de Troia
- A l'Elogi de la follia d'Erasme de Rotterdam, Folly es compon un encomi per a ella mateixa
- De Pippini regis Victoria Avarica és un encomi medieval de la victòria de Pipí d'Itàlia sobre els àvars
- Encomium Emmae Reginae és un encomium medieval de la reina Emma de Normandia
- Laudes Mediolanensis civitatis o Versum de Mediolano civitatis és una encomia medieval de Milà
- Versus de Verona és un encomi medieval de Verona
- Polychronion es canta a la litúrgia de les esglésies que segueixen el ritu bizantí
- L'apòstol Pau fa servir una mena d'encomi en la seva lloança de l'amor, a 1 Corintis 13; el pròleg és els versos 1–3, els actes són els v. 4–7, la comparació són els v. 8–12 i l'epíleg és 13:13–14:1.